# Prinia socialis
Prinia socialis là một loài chim trong họ Cisticolidae.